# Bruno Bernard (homme politique)
Pour les articles homonymes, voir Bruno Bernard.
Bruno Bernard, né le 31 décembre 1970 à Sainte-Foy-lès-Lyon (Rhône), est un homme politique français.
D'abord membre du Parti socialiste, il rejoint en 2002 Les Verts, devenu Europe Écologie Les Verts. Conseiller municipal de Villeurbanne et conseiller de la communauté urbaine du Grand Lyon entre 2008 et 2014, il devient président de la métropole de Lyon et de son conseil à la suite des élections métropolitaines de 2020.

## Biographie

### Vie privée
Né à Sainte-Foy-lès-Lyon en 1970, Bruno Bernard grandit dans une famille importante de la sphère politique lyonnaise : son père est Roland Bernard, député puis sénateur-maire socialiste d'Oullins, très proche de François Mitterrand, ayant contribué à l'ascension de plusieurs personnalités du département dont Charles Hernu, Jean-Jack Queyranne et Gérard Collomb.
Sa mère, également sympathisante du Parti socialiste, est une infirmière à la retraite. Il a trois frères. Sa grand-mère paternelle a été l’une des premières françaises à intégrer un conseil municipal à la Libération, à Saint-André-de-Corcy (Ain).

### Carrière professionnelle
Diplômé en ingénierie mécanique des structures à l'université Claude-Bernard-Lyon-I au campus de la Doua, à Villeurbanne, il commence sa carrière professionnelle dans le bâtiment en travaillant pour la société Onet, où il s'occupe principalement des activités de désamiantage. En 2007, il fonde une société spécialisée dans la dépollution et le désamiantage, employant en 2020 environ 25 personnes. En juin 2019, pour se consacrer à sa campagne électorale, il nomme un directeur à la tête de sa société.
Il détient 17 parts sociales dans d'autres entreprises dont des bars et restaurants, un club de sport et une brasserie artisanale,.

## Parcours politique

### Premiers mandats
Suivant le parcours de sa famille, Bruno Bernard s'engage d'abord au sein du Parti socialiste. Il finit néanmoins par ne plus se sentir en accord avec la ligne du parti, notamment sur les sujets sociétaux, et le quitte en 1996 ou 1997, selon son souvenir.
En 2002, il rejoint Les Verts, inspiré notamment par le programme de Dominique Voynet, candidate à l'élection présidentielle de la même année. D'abord militant discret, il est ensuite candidat aux élections municipales de 2008 à Villeurbanne, sur une liste socialiste et écologiste portée par le maire Jean-Paul Bret, : la liste obtient la majorité au second tour, ce qui lui permet d'obtenir un siège de conseiller municipal à Villeurbanne et de conseiller communautaire du Grand Lyon, dans la majorité de Gérard Collomb. En 2014, les écologistes villeurbannais décident néanmoins de présenter une liste autonome, qui est battue par la liste de Bret, mettant fin aux mandats politiques de Bruno Bernard.
Il devient alors secrétaire régional d'EELV, poste qu'il occupe jusqu'en 2016 pour prendre au sein du parti la responsabilité nationale des élections et des relations avec les autres partis. Alors qu'il est décrit comme un « bosseur qui n'a pas forcément besoin d'être mis en avant personnellement », cette fonction lui vaut régulièrement d'être surnommé « homme de l'ombre ». Il est présenté comme un « modéré », « sur la ligne de Yannick Jadot ».

### Président de la métropole de Lyon

#### Campagne électorale
Toujours inconnu au grand public, Bruno Bernard lance officiellement le 13 octobre 2019 sa candidature à la présidence du conseil de la métropole de Lyon pour les élections métropolitaines de 2020, à la suite d'une primaire interne où il remporte largement l'investiture avec 70 % des voix.
Axant notamment sa campagne sur « un rééquilibrage entre les territoires de la métropole », il propose notamment la construction de 450 kilomètres de pistes cyclables sécurisées sur les 59 communes de la métropole, la réalisation d'un réseau express métropolitain similaire au RER parisien et un renforcement des transports en commun. Sur le plan économique, il avance que la métropole soutiendra le secteur économique en effectuant de nombreuses commandes publiques, notamment dans le cadre du projet ECO'RENOV, qu'il souhaite renforcer, ou encore pour réaliser les infrastructures nécessaires aux projets qu'il porte sur les transports. Il se positionne également contre « l'Anneau des Sciences », projet très controversé depuis 30 ans qui vise à terminer le bouclage du boulevard périphérique de Lyon en aménageant sa partie ouest, de la porte du Valvert à Gerland.
Le 15 mars 2020, soir du premier tour des élections métropolitaines, ses listes arrivent en première position et obtiennent 22,5 % des voix, en se plaçant en tête dans huit des quatorze circonscriptions métropolitaines. Néanmoins, la crise liée à la pandémie de Covid-19 entraîne le report des élections métropolitaines à une date ultérieure, ce qui le contraint à mettre en pause sa campagne.
Le 1er juin, quelques jours après que le gouvernement annonce que les élections se tiendront le dimanche 28 juin, il annonce qu'il fusionne ses listes avec le mouvement d'union de la gauche porté par Renaud Payre et le mouvement Lyon en commun de Nathalie Perrin-Gilbert, maire du 1er arrondissement de Lyon,.
La campagne du second tour reprend donc officiellement à partir du 15 juin. Ses opposants — principalement Gérard Collomb et François-Noël Buffet qui ont fusionné leurs listes — l'attaquent notamment sur une prétendue absence de volet économique dans son programme, le fait que plusieurs grands événements lyonnais soient supprimés par le candidat, et sur le fait que son alliance porterait l'extrême gauche au pouvoir.
Le soir du 28 juin 2020, alors qu'il est le grand favori du scrutin à la suite de ses résultats et des sondages, ses listes remportent largement l'élection en obtenant 42,44 % des voix et en arrivant en tête dans neuf des quatorze circonscriptions métropolitaines, notamment avec l'aide de listes alliées de gauche dans deux d'entre elles. Sa victoire s'inscrit dans un mouvement national de « vague verte », les écologistes remportant un certain nombre de grandes villes dont Lyon. Obtenant une large majorité de 84 sièges sur 150  (la majorité absolue étant de 75 sièges sur 150), il est élu président du conseil de la métropole de Lyon le 2 juillet 2020. Il s'appuie sur une majorité métropolitaine qui inclut un groupe Les Écologistes (58 sièges) ; un groupe réunissant des élus PS, Nouvelle Donne, Place publique et Génération-s (13 sièges) ; un groupe PCF (7 sièges) ; un groupe LFI (3 sièges) ; et un groupe divers gauche (3 sièges).

#### Exercice du mandat
Peu après son élection, Bruno Bernard annonce une augmentation de 20 % de l'offre de bus et la réalisation de 20 kilomètres de lignes de tramway, ainsi que « l'étude du prolongement d'au moins une ligne de métro ou la création d'une nouvelle, celle la plus utile aux habitants », et le développement des « premières télécabines ». Son incertitude sur le maintien du projet de ligne E du métro desservant l'Ouest lyonnais entraîne une pétition au soutien de celui-ci. Le 7 septembre 2020, il est élu président du Sytral, dont il promet de doubler le budget d'investissement sur le mandat.
En février 2021, la Métropole annonce avoir repris la main sur un projet immobilier initialement dévolu à Vinci dans le quartier de la Croix-Rousse, dans un des secteurs les plus chers de Lyon, pour réaliser un ensemble comprenant 40 % de logements sociaux et 60 % en accession à la propriété pour ménages modestes. Bruno Bernard indique vouloir, plus largement, « rendre le logement plus décent et plus accessible, encadrer les loyers et rééquilibrer le territoire », et met en cause « la politique gouvernementale » en la matière.
Il lance le revenu de solidarité jeune, une allocation pour les moins de 25 ans, mesure qu'il avait annoncé lors de la campagne des élections municipales et métropolitaines. Il s'agit d'une aide d'un montant compris entre 300 et 400 euros versée mensuellement.
Avant le premier tour de la primaire présidentielle de l'écologie de 2021, il indique hésiter entre Yannick Jadot et Éric Piolle. Pour le second tour, il apporte son soutien à Yannick Jadot face à Sandrine Rousseau. Après l'élection présidentielle, il négocie en vue d'un accord avec La France insoumise pour les législatives suivantes, ce qui aboutira à la Nupes.
En 2024, il attaque en justice les groupes Arkema et Daikin, deux géants de la chimie soupçonnés de diffusion massive de « polluants éternels ». L'assignation en référé vise à évaluer le préjudice subi par l'agglomération lyonnaise.
En avril 2025, des militants d'un groupuscule d'ultragauche luttant pour la défense des sans-abri et denonçant sa politique en matière d'hébergement d'urgence s'introduisent dans son immeuble et déclarent vouloir squatter son appartement si la collectivité continue d'évacuer des squats, et ils y tagguent des « messages d'intimidation »,.

## Controverse et sanction
Son choix de placer son oncle maternel François Thévenieau à la tête du bailleur social Grand Lyon Habitat (GLH) suscite l'hostilité de l'opposition lorsque Le Progrès révèle leur lien familial, alors que l'information n'avait pas été rendue publique par les intéressés. Dominique Nachury, conseillère métropolitaine Les Républicains et membre du conseil d'administration de GLH, évoque « dissimulation, conflit d'intérêts et prise illégale d'intérêts » ; elle dépose un recours devant le tribunal administratif de Lyon puis fait un signalement par écrit au procureur pour dénoncer cette désignation. 
Le 4 avril 2023, le procureur de la République de Lyon sanctionne Bruno Bernard d'un avertissement pénal probatoire pour prise illégale d'intérêts,.

## Synthèse des résultats électoraux

### Élections métropolitaines
Les résultats ci-dessous concernent uniquement les élections où il est tête de liste.
| Année | Liste             | Liste | Circonscription | 1er tour | 1er tour | 1er tour | 2d tour | 2d tour | 2d tour  | Sièges obtenus |
| Année | Liste             | Liste | Circonscription | Voix     | %        | Rang     | Voix    | %       | Rang     | Sièges obtenus |
| ----- | ----------------- | ----- | --------------- | -------- | -------- | -------- | ------- | ------- | -------- | -------------- |
| 2020  |                   | EÉLV  | Villeurbanne    | 7 452    | 30,72    | 1er      | 13 157  | 66,79   | 1er      | 10 / 17        |
| 2020  | Métropole de Lyon | EÉLV  | 64 044          | 22,62    | 1er      | 105 593  | 42,44   | 1er     | 59 / 150 |                |